# Xã North, Quận Labette, Kansas
Xã North (tiếng Anh: North Township) là một xã thuộc quận Labette, tiểu bang Kansas, Hoa Kỳ. Năm 2010, dân số của xã này là 601 người.